# Louetjärvi
Louetjärvi eller Lovetjärvi är en sjö i Finland. Den ligger i kommunen Sievi i landskapet Norra Österbotten, i den centrala delen av landet, 400 km norr om huvudstaden Helsingfors. Louetjärvi ligger 101,8 meter över havet. Arean är 50,4 hektar och strandlinjen är 4,24 kilometer lång. Sjön  ingår i Kalajoki älvs huvudavrinningsområde.   I omgivningarna runt Louetjärvi växer i huvudsak blandskog. Den sträcker sig 2,5 kilometer i nord-sydlig riktning, och 1,2 kilometer i öst-västlig riktning.
I övrigt finns följande vid Louetjärvi:
- Koira Petäistönjärvi (en sjö)